# Episodi di Animaniacs (terza stagione)
La terza stagione di Animaniacs andò in onda in 13 episodi dal 9 settembre 1995 al 24 febbraio 1996 su The WB, nel blocco di programmazione Kids' WB. La versione italiana fu trasmessa su Rai 2 nella seconda metà degli anni novanta.
| nº | Titolo originale | Titolo italiano | Prima TV USA      |
| -- | --- | --- | ----------------- |
| 1  | Deduces Wild / Rest in Pieces / U.N. Me | Deduco o non deduco / Riposa in pezzi / Nazioni Unite | 9 settembre 1995  |
| 2  | Super Strong Warner Siblings / Nutcracker Slappy / Wakko's New Gookie / A Quake, a Quake!                                                   | I super gagliardi fratellini Warner / Vera schiaccianoce / La nuova smorfia di Wakko / La scossa, la scossa                                                    | 9 settembre 1995  |
| 3  | Variety Speak / Three Tenors and You're Out / Bingo                                                                                         | Il cine-linguaggio / Tre tenori e sei eliminato / Bingo | 16 settembre 1995 |
| 4  | A Hard Day's Warner / Gimme a Break / Please Please Please Get a Life Foundation                                                            | Tutti per uno / Un attimo di tregua / Ti prego ti prego ti prego trovati uno scopo nella vita                                                                  | 23 settembre 1995 |
| 5  | The Tiger Prince / All the Words in the English Language / The Kid in the Lid / Method to Her Madness                                       | Il principe tigre / Tutte le parole del vocabolario / Il monello col cappello / Metodo Vera-Stanislavski                                                       | 30 settembre 1995 |
| 6  | Gimme the Works / Buttons in Ows / Hercules Unwound                                                                                         | Dammi un lavoro / Il mago della bua / Ercole giù di corda | 21 ottobre 1995   |
| 7  | This Pun for Hire / Star Truck / Go Fish / Multiplication Song                                                                              | Gli 003 / Star tir / La pesca / Moltiplicazioni | 4 novembre 1995   |
| 8  | The Presidents Song / Don't Tread on Us / The Flame Returns, by Henry Wadsworth Longfellow                                                  | La canzone dei presidenti / Non ci calpestate / Il ritorno della Fiamma (di Henry Wadsworth Longfellow)                                                        | 11 novembre 1995  |
| 9  | The Sound of Warners / Yabba Dabba Boo | Con i Warner appassionatamente / Yabba Dabba Boo | 18 novembre 1995  |
| 10 | My Mother the Squirrel / The Party / Oh! Say Can You See? / The 12 Days of Christmas Song                                                   | Mia madre la scoiattola / Il party / La bandiera punteggiata di stelle / I dodici giorni di Natale                                                             | 27 gennaio 1996   |
| 11 | Dot's Entertainment / The Girl with the Googily Goop / Gunga Dot                                                                            | Dot... fatto / La ragazza con il Googettino Goop / Gunga Dot                                                                                                   | 3 febbraio 1996   |
| 12 | Soccer Coach Slappy / Belly Button Blues / Our Final Space Cartoon, We Promise / Valuable Lesson                                            | Vera allenatore di calcio / Esplosione ombelicale / Il nostro ultimo cartone spaziale-promesso / Lezione utile                                                 | 3 febbraio 1996   |
| 13 | Wakko's 2-Note Song / Panama Canal / Hello Nurse / The Ballad of Magellan / The Return of the Great Wakkorotti / The Big Wrap Party Tonight | Canzone da due note di Wakko / Canale di Panama / Ciao infermiera / La ballata di Magellano / Il ritorno del grande Wakkorotti / Stasera festa delle celebrità | 24 febbraio 1996  |

## Deduco o non deduco / Riposa in pezzi / Nazioni Unite
- Titolo originale: Deduces Wild / Rest in Pieces / U.N. Me
- Diretto da: Liz Holzman e Audu Paden
- Scritto da: Peter Hastings, Sib Ventress, Charles M. Howell IV, John McCann

### Trama
- "Deduco o non deduco": I Warner danno fastidio a Sherlock Holmes per un aiuto nella loro caccia al tesoro.
- "Riposa in pezzi": A Vera viene chiesto di partecipare al funerale di Lupo Lupotto, che in realtà è uno stratagemma progettato da lui stesso per eliminarla.
- "Nazioni Unite": I Warner cantano una canzone sulle Nazioni Unite sulle note di "Down by the Riverside".

## I super gagliardi fratellini Warner / Vera schiaccianoce / La nuova smorfia di Wakko / La scossa, la scossa
- Titolo originale: Super Strong Warner Siblings / Nutcracker Slappy / Wakko's New Gookie / A Quake, a Quake!
- Diretto da: Audu Paden e Al Zegler
- Scritto da: Paul Rugg, Earl Kress, Randy Rogel

### Trama
- "I super gagliardi fratellini Warner": In una parodia di Power Rangers, i Warner combattono contro un insetto gigante che distrugge il Warner Studio.
- "Vera schiaccianoce": Vera e Cocco ricorrono a misure estreme per rompere l'ultima noce rimasta in cucina, accompagnati dalla musica de Lo schiaccianoci.
- "La nuova smorfia di Wakko": Wakko cerca di inventare una nuova "smorfia", o bizzarra espressione facciale.
- "La scossa, la scossa": I Warner cantano una canzone sul terremoto di Northridge del 1994.

## Il cine-linguaggio / Tre tenori e sei eliminato / Bingo
- Titolo originale: Variety Speak / Three Tenors and You're Out / Bingo
- Diretto da: Al Zegler, Audu Paden, Liz Holzman
- Scritto da: Randy Rogel, Jeff Kwinty, Nicholas Hollander, Peter Hastings, Tom Ruegger

### Trama
- "Il cine-linguaggio": Yakko e Dot, cantando, spiegano a Wakko come leggere i titoli della rivista Variety.
- "Tre tenori e sei eliminato": Il piano di Vera di portare Cocco a una partita di baseball al Dodger Stadium va in fumo quando per quella sera è invece prevista un'esibizione dei famosi Domino, Pepperoni e Carumba (parodia dei Tre Tenori). I cantanti tornano alla fine dell'episodio per eseguire una versione abbreviata della sigla.
- "Bingo": Scratchansniff ha un solo giocatore per il suo bingo settimanale: Wakko.

## Tutti per uno / Un attimo di tregua / Ti prego ti prego ti prego trovati uno scopo nella vita
- Titolo originale: A Hard Day's Warner / Gimme a Break / Please Please Please Get a Life Foundation
- Diretto da: Audu Paden e Liz Holzman
- Scritto da: Gordon Bressack, Charles M. Howell IV, Sherri Stoner, Peter Hastings

### Trama
- "Tutti per uno": In una parodia dei Beatles in Tutti per uno, i Warner scappano dai loro fan mentre cercano di raggiungere una convention di cartoni animati.
- "Un attimo di tregua": Vera cerca di allontanarsi dalle riprese di un blockbuster d'azione nel suo giorno di vacanza.
- "Ti prego ti prego ti prego trovati uno scopo nella vita": In uno spot televisivo, i Warner provano a dire alle persone di "farsi una vita" invece di esaminare ogni piccola citazione nel loro programma.

## Il principe tigre / Tutte le parole del vocabolario / Il monello col cappello / Metodo Vera-Stanislavski
- Titolo originale: The Tiger Prince / All the Words in the English Language / The Kid in the Lid / Method to Her Madness
- Diretto da: Liz Holzman e Al Zegler
- Scritto da: Peter Hastings, Randy Rogel, Paul Rugg, Tom Ruegger, Jeff Kwinty

### Trama
- "Il principe tigre": Una parodia della scena d'apertura de Il re leone.
- "Tutte le parole del vocabolario": Durante l'episodio, Yakko cerca di cantare tutte le parole del dizionario sulla melodia di "Jarabe tapatío".
- "Il monello col cappello": I Warner fanno visita ai bambini Mary e Scooter e generano un putiferio nello stile de Il gatto col cappello.
- "Metodo Vera-Stanislavski": Negli anni cinquanta, Vera e Cocco frequentano una lezione di method acting, che Vera trasforma in una lezione di comicità.

## Dammi un lavoro / Il mago della bua / Ercole giù di corda
- Titolo originale: Gimme the Works / Buttons in Ows / Hercules Unwound
- Diretto da: Audu Paden e Barry Caldwell
- Scritto da: Peter Hastings, John Luden, Nick DuBois

### Trama
- "Dammi un lavoro": Stanchi della trama del loro ultimo episodio (in cui incontrano un venditore di hot dog), i Warner se ne vanno dal loro cartone animato.
- "Il mago della bua": Mindy e Bottone in una parodia de Il mago di Oz.
- "Ercole giù di corda": Dopo che i Warner se ne vanno anche da questo cartone, Mignolo e Prof. progettano di rubare i fulmini di Zeus nell'antica Grecia per conquistare il mondo.

## Gli 003 / Star Tir / La pesca / Moltiplicazioni
- Titolo originale: This Pun for Hire / Star Truck / Go Fish / Multiplication Song
- Diretto da: Audu Paden, Liz Holzman, Al Zegler
- Scritto da: Gordon Bressack, Charles M. Howell IV, Peter Hastings, Tom Ruegger, Earl Kress, Paul Rugg, Randy Rogel

### Trama
- "Gli 003": In una parodia de Il mistero del falco e dei film noir, i Warner (nel ruolo di detective) cercano e proteggono una misteriosa statuetta da diversi personaggi sospetti (Minerva, Ciao Infermiera, il dottor Scratchansniff e Ralph la Guardia).
- "Star Tir": I Warner vengono trasportati nella loro serie TV di fantascienza preferita, Star Krek, dove causano caos all'equipaggio e iniziano l'ingegnere Squatty alle ciambelle.
- "La pesca": Wakko si scontra con se stesso in una partita a Go Fish.
- "Moltiplicazioni": Yakko canta una canzone sul moltiplicare 47 per 83.

## La canzone dei presidenti / Non ci calpestate / Il ritorno della Fiamma (di Henry Wadsworth Longfellow)
- Titolo originale: The Presidents Song / Don't Tread on Us / The Flame Returns, by Henry Wadsworth Longfellow
- Diretto da: Al Zegler, Barry Caldwell, Audu Paden
- Scritto da: Randy Rogel, Gordon Bressack, Charles M. Howell IV, Nicholas Hollander

### Trama
- "La canzone dei presidenti": Sulle note dell'overture di Guglielmo Tell, i Warner cantano una canzone su tutti i presidenti degli Stati Uniti, da George Washington a Bill Clinton.
- "Non ci calpestate": Mignolo e Prof. tramano per sostituire la Dichiarazione di Indipendenza con la Dichiarazione di Obbedienza di Prof., che lo renderà imperatore del mondo.
- "Il ritorno della Fiamma (di Henry Wadsworth Longfellow)": La Fiamma è presente mentre Henry Wadsworth Longfellow scrive la sua famosa poesia "Paul Revere's Ride".

## Con i Warner appassionatamente / Yabba Dabba Boo
- Titolo originale: The Sound of Warners / Yabba Dabba Boo
- Diretto da: Alfred Gimeno, Charles Visser, Jon McClenahan, Rusty Mills
- Scritto da: Paul Rugg e Peter Hastings

### Trama
- "Con i Warner appassionatamente": In una parodia musicale di The Sound of Music, Plotz assume Prunella Flundergust (una parodia di Maria von Trapp), una tata che inconsapevolmente infastidisce i Warner con il suo continuo cantare e la sua personalità materna. Dal momento che non possono farle niente se lei non li insulta, assumono Vera Peste perché si sbarazzi di lei.
- "Yabba Dabba Boo": Pollo Boo viene assunto per aiutare gli sceneggiatori del film I Flintstones.

## Mia madre la scoiattola / Il party / La bandiera punteggiata di stelle / I dodici giorni di Natale
- Titolo originale: My Mother the Squirrel / The Party / Oh! Say Can You See? / The 12 Days of Christmas Song
- Diretto da: Charles Visser
- Scritto da: Tom Ruegger, Paul Rugg, Nicholas Hollander

### Trama
- "Mia madre la scoiattola": L'uccellino dell'episodio "La volta celeste" ritorna e viene adottato da Vera Peste.
- "Il party": I Warner invitano diverse persone a una festa nel serbatoio idrico in attesa di un ospite a sorpresa, che Plotz crede essere Steven Spielberg.
- "La bandiera punteggiata di stelle": La Fiamma osserva Francis Scott Key che scrive "The Star-Spangled Banner" durante la Guerra anglo-americana.
- "I dodici giorni di Natale": L'uccellino (accompagnato dall'orchestra di Animaniacs) canta "The Twelve Days of Christmas".

## Dot... fatto / La ragazza con il Googettino Goop / Gunga Dot
- Titolo originale: Dot's Entertainment / The Girl with the Googily Goop / Gunga Dot
- Diretto da: Charles Visser, Jon McClenahan, Rusty Mills
- Scritto da: Nicholas Hollander, Gordon Bressack, Charles M. Howell IV, Randy Rogel

### Trama
- "Dot... fatto": Dot viene assunta per recitare in un famoso musical. Quando il regista Andy Lloud Webby (parodia di Andrew Lloyd Webber) diventa fastidioso, lei e i suoi fratelli decidono di rovinarlo.
- "La ragazza con il Googettino Goop": L'apparizione dei Warner in un cartone animato di Googi Goop (parodia di Betty Boop).
- "Gunga Dot": In una parodia del poema di Rudyard Kipling "Gunga Din", Dot è l'unica in un villaggio a possedere acqua, e tutti la vogliono a causa del caldo.

## Vera allenatore di calcio / Esplosione ombelicale / Il nostro ultimo cartone spaziale-promesso / Lezione utile
- Titolo originale: Soccer Coach Slappy / Belly Button Blues / Our Final Space Cartoon, We Promise / Valuable Lesson
- Diretto da: Jon McClenahan, Rusty Mills, Liz Holzman, Charles Visser
- Scritto da: Nick DuBois, Nicholas Hollander, Gordon Bressack, Charles M. Howell IV, Paul Rugg

### Trama
- "Vera allenatore di calcio": Vera è l'allenatrice di una squadra di calcio. Cocco viene sempre colpito in faccia dal pallone, facendolo piangere e Vera decide di metterlo fuori gioco. Ma alla gara finale, l'ultimo colpo dalla palla sulla faccia di Cocco porta squadra la vittoria.
- "Esplosione ombelicale": Katie la bomba diventa furiosa quando i suoi genitori non la lasciano indossare vestiti che sono "di moda", a scuola, poiché rendono visibile il suo ombelico.
- "Il nostro ultimo cartone spaziale-promesso": I Warner si ritrovano sospesi in una navicella spaziale in una parodia di 2001: Odissea nello spazio.
- "Lezione utile": I Warner fanno visita ai censori della rete dopo aver molestato Attila, commentando che i loro cartoni sono troppo violenti.

## Canzone da due note di Wakko / Canale di Panama / Ciao infermiera / La ballata di Magellano / Il ritorno del grande Wakkorotti / Stasera festa delle celebrità
- Titolo originale: Wakko's 2-Note Song / Panama Canal / Hello Nurse / The Ballad of Magellan / The Return of the Great Wakkorotti / The Big Wrap Party Tonight
- Diretto da: Rusty Mills, Audu Paden, Barry Caldwell, Jon McClenahan
- Scritto da: Peter Hastings, John P. McCann, Randy Rogel, Paul Rugg, Tom Ruegger

### Trama
- "Canzone da due note di Wakko": Wakko dimostra a Schratchnsniff che la sua canzone composta da sole due note è musica vera e propria.
- "Canale di Panama": Yakko canta una canzone sulla via navigabile latinoamericana sulle note di "Low Bridge".
- "Ciao infermiera": Wakko canta una canzone sulla sua ragazza preferita, L'Infermiera, naturalmente.
- "La ballata di Magellano": I Warner cantano una canzone che parla di Ferdinando Magellano sulle note di "Git Along, Little Dogies".
- "Il ritorno del grande Wakkorotti": Wakko, affetto da laringite, fa le pernacchie con le mani per eseguire la danza cinese dall'opera di Tchaikovsky, "Lo Schiaccianoci".
- "Stasera festa delle celebrità": I Warner cantano la loro sigla di chiusura presso il serbatoio idrico.